# Christophe Brusset
Pour les articles homonymes, voir Brusset.
Christophe Brusset est un ingénieur et un écrivain français né en 1971. Issu du secteur de l'industrie agroalimentaire dans lequel il a travaillé une vingtaine d'années, il publie des ouvrages à ce sujet, dénonçant notamment ses dérives.

## Biographie
Christophe Brusset est ingénieur, acheteur, négociateur puis directeur des achats dans l'industrie agroalimentaire pendant une vingtaine d'années,. Il devient ensuite lanceur d'alerte.
En septembre 2015, il publie l'ouvrage Vous êtes fous d'avaler ça !, vendu à 150 000 exemplaires ; Et maintenant, on mange quoi ? en octobre 2018 ; Les Imposteurs du bio en octobre 2020, et enfin La malbouffe contre-attaque en octobre 2022.

## Publications
- Vous êtes fous d’avaler ça !, Flammarion, 16 septembre 2015, 272 p. (ISBN 9782081363106, EAN 9782081363106)[1].
- Et maintenant, on mange quoi ? (en collaboration avec Éric Maitrot), Flammarion, 10 octobre 2018, 304 p. (ISBN 9782081441323, EAN 9782081441323)[2].
- Les Imposteurs du bio (en collaboration avec Éric Maitrot), Flammarion, 7 octobre 2020, 304 p. (ISBN 9782081518315, EAN 9782081518315)[5].
- La malbouffe contre-attaque, Flammarion, 12 octobre 2022, 304 p. (ISBN 9782080263971, EAN 9782080263971)[1].

### Entretiens
- [vidéo] Thinkerview, « L’agroalimentaire vu de l’intérieur, intoxication ? », sur YouTube, 7 novembre 2019.
- [vidéo] Thinkerview, « La malbouffe contre-attaque ? », sur YouTube, 13 octobre 2022.